# أنا-ليزا أولسون
أنّا-ليزا أولسون هي راكبة الكنو سويدية، ولدت في 5 أكتوبر 1925 في محافظة فسترا يوتالاند في السويد، وتوفيت في 13 أبريل 2015 في آمال في السويد.

## وصلات خارجية
- أنا-ليزا أولسون على موقع أوليمبيديا (الإنجليزية)
- أنا-ليزا أولسون على موقع اللجنة الأولمبية السويدية (السويدية)